# وليم صعب
وليم صعب (1912 - 1999) هو شاعر شعبي لبناني، له العديد من الأعمال والنشاطات الثقافية والفنية، بويع بإمارة الزجل اللبناني وهو دون الثامنة والعشرين. وأقيم له حفل تكريمي في مدينة بروكلن (الولايات المتحدة الأمريكية) العام 1947. قال فيه الشاعر اللبناني إيليا أبو ماضي: 
«الأغنية اللبنانية، بكلماتها العذبة ولحنها المشتق من مائنا وهوائنا، لم تكن موجودة. وليم صعب أوجد الأغنية اللبنانية بشكلها العصري الجديد كلاماً ولحناً وموسيقى».

## سيرة
ولد وليم نجيب صعب في تحويطة الغدير (بيروت) في 16 أيار (مايو) 1912. وتلقى دروسه في معهد الحكمة الذي تخرج منه في العام 1928. وحصل على دبلوم المحاسبة العام 1928.
في مدرسة الحكمة ظهرت موهبته في كتابة الشعر وارتجاله فصيحة وعاميًّا، وقارع شعراء المنبر في زمانه، مثل شحرور الوادي ورشيد أيوب.
أمضى صعب معظم حياته في المجال التربوي، بدءًا من إدارته المدرسة المسكوبية في الشويفات وهو في الثامنة عشرة، والتعليم في عدد من المدارس، وإدارة عدد آخر، قبل أن يؤسس مدرسة «الأم» في بيروت العام 1970, التي استمرت حتى أواخر ثمانينات القرن العشرين.
كما كان له نشاط سياسي في الحزب السوري القومي الاجتماعي. وقد قضى حياته بين لبنان والأرجنتين والبرازيل وفرنسا وإفريقية.

## نشاطه الثقافي
أنشأ صعب جوقة زجلية، لكنه هجر المنبر الزجلي ثم أوقف الجوقة عقب وفاة الشاعر شحرور الوادي العام 1937. لذلك لا يُذكر صعب اليوم مع «الزجّالين»، بل مع «الشعراء الشعبيين».
أنشأ أيضًا، مجلة متخصصة للشعر والثقافة الشعبيين العام 1933 باسم «البلبل»،  وبدّل الاسم مرات عدة؛ فصار «بلبل الأرز»، ثم «أمير الزجل» و«البيدر». منذ الاعداد الأولى في الثلاثينات، افتتح صعب في مجلته زاوية نقدية شرح فيها عيوب النظم الشعبي الشائعة في الأوزان والقوافي والمفردات والتراكيب، فتكوّن عن ذلك ما عُرف بـ«دستور الزجل». كما دعا إلى هجر العبارات المحلية الضيقة وكتابة شعر شعبي قابل للإرتجال حول العالم العربي. وقد احتجبت المجلة العام 1975 بسبب بدء الحرب الأهلية في لبنان.
كذلك استلم صعب إدارة القسم المخصص للأغاني الشعبية والشعر الشعبي في «راديو الشرق»، إذاعة لبنان، بين الأعوام 1938 و1946, حيث نظم عددًا من الأغاني كانت طليعة ما يُعرف بالأغنية اللبنانية مثل: أغنية الأم، وأغنية الشجرة، ونشيد الجندي وغيرها، بعدما كان الشائع لدى المطربين اللبنانيين الغناء المصري، وممن وضع ألحان تلك الأغاني: محيي الدين سلام، ونقولا المني، وميشال خياط، ومحمود الرشيدي، وإيليا بيضا. وهذا الأخير غنّى الكثير من تلك القصائد، إلى جانب آخرين، مثل: لور دكاش، ويوسف تاج، ووديع الصافي، وميشال سمعان، وجانيت فغالي (صباح)، وليلى الصعيدي، وعلي الحاج البعلبكي، وديب ريّا... وجميعها محفوظة حتى الآن في أرشيف إذاعة لبنان.
أسس صعب «جمعية إمارة الزجل»، ومن إنجازاتها جمع شمل الشعراء الشعبيين في لبنان، وعقد مؤتمر للزجل العربي العام 1945 في لبنان، هو الأول (والأخير) من نوعه، شارك فيه الشعراء الشعبيون في لبنان والعالم العربي مثل: محمود رمزي نظيم ومحمد عبد المنعم الملقب «أبو بثينة» من مصر، وعبد الغني الشيخ من سوريا.
كذلك كان عضوًا في جماعة «عصبة الشعر القومي في البرازيل».

### أعماله
لوليم صعب العديد من الأعمال الشعرية والنشاطات الثقافية والفنية، منها:
- جوقة بلبل الأرز: تألفت سنة 1928 أسسها وكان حينها في السادسة عشر من عمره، وملقبا ببلبل الأرز وبقيت حتى العام 1937 بعد وفاة الشحرور توقفت عن نشاطها الزجلي وتحولت إلى النشاط التمثيلي.[10][12]
- مجلة متخصصة للشعر والثقافة الشعبيين باسم: مجلة البلبل، وهي أسبوعية تبحث في الشعر القومي، وقد صدر العدد الأول، الاثنين 9 تشرين الأول 1933.
- مجلة باسم: أمير الزجل - 1943
- مجلة باسم باسم: البيدر - 1952
- «جمعية إمارة الزجل» في العام 1944
- دعوة إلى «توحيد العامّيات العربية»[13]
- وضع مسرحيات شعرية مغناة، منها: «الأجنحة المتكسرة» وهي عمل لجبران خليل جبران، وهي رواية زجلية ذات خمسة فصول، في 22 آذار 1940،[13] وقد مُثّلت أكثر من مرة في لبنان والمهجر. ولدى عرضها على مسرح التياترو الكبير العام 1940, بويع وليم صعب بإمارة الزجل اللبناني وهو دون الثامنة والعشرين، بعد الشاعر رشيد نخلة ناظم النشيد الوطني اللبناني، الذي توفي العام 1939.
- عقد مؤتمر للزجل العربي في 10 و16 أيلول (سبتمبر) 1945 في لبنان.
- له عدة روايات زجلية تمثيلية منها: علي الأسعد - يوسف كرم - استقلال سورية - فجر الاستقلال - عمر بن الخطاب - ابن الغني.

#### صدر بعد وفاته
- حكاية قرن - سيرة ذاتية، دار النهار، بيروت 2001 [14]
- الديوان- شعر، دار النهار، بيروت 2001 - وفيه ثلاث ملاحم شعرية تضم كل منها خمسة عشر نشيدًا (وهي مثبتة في الديوان): ملحمة أبي- ملحمة أمي - الملحمة اللبنانية.[15]

## وفاته
كان صعب قد نشر عددًا من المجموعات الشعرية والدراسات. لكـنه، قبل أن ينشر سيرته الذاتية وديوانـه المخطوطين اللذين أعدهما بنفسه، توفي في 30 تشرين الثاني (نوفمبر) 1999. وأقيم له مأتم رسمي وشعبي حاشد في بيروت وفي بلدته الشويفات حيث نقل جثمانه. وقد تم تكريمه غير مرة، منها في العام 2012.
بعد موته، تولى ابنه الشاعر والباحث والأستاذ الجامعي د. أديب صعب، ضبط ونشر السيرة الذاتية لوالده وديوانه. فصدرا عن «دار النهار» بعنوان «حكاية قرن» و«الديوان».
كذلك أصدر ابنه كتابًا عن والده بعنوان:
- «وليم صعب شاعر القضايا الأزلية»، صدر في منشورات جامعة البلمند العام 2015.[13][18]

## وصلات خارجية
- وليم صعب أمير الزجل اللبناني وواضع دستوره
- وليم صعب ومجلاته الزجلية: فهارس «البلبل» و«بلبل الارز» و«امير الزجل»، 1933-1946 م